# Kościół Przemienienia Pańskiego w Czersku
Kościół Przemienienia Pańskiego – rzymskokatolicki kościół parafialny należący do dekanatu czerskiego archidiecezji warszawskiej.

## Historia i architektura

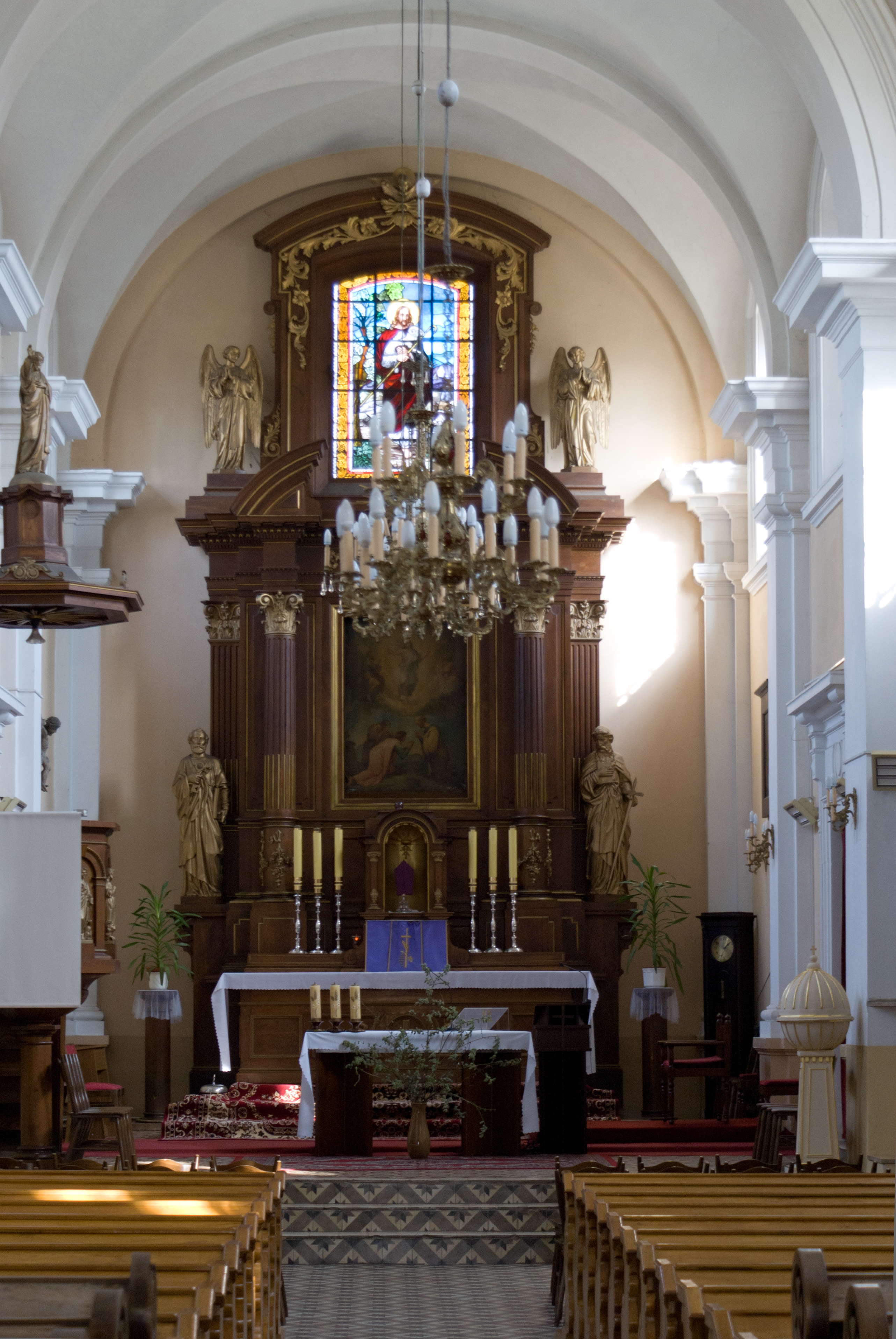
Wnętrze świątyni

Jest to świątynia wzniesiona w latach 1805-1806. Do jej budowy użyto cegły pochodzącej z rozbiórki zamku. Była ona zadośćuczynieniem rządu pruskiego za zabranie parafii we wsi Linin.
Kościół został wybudowany na planie prostokąta w stylu neobarokowym. W końcu XIX wieku została dobudowana zakrystia i skarbiec oraz wieża, na której szczycie jest zawieszony dzwon konsekrowany w dniu 23 września 1956 roku.
Do wyposażenia świątyni należą m.in. rzeźbiony drewniany ołtarz wykonany w 1901 roku i ozdobiony przez obrazy: „Przemienienie Pańskie” oraz „Matka Boża Częstochowska”, powstała na początku XIX wieku, klasycystyczna chrzcielnica w formie kulistej oraz drewniana ambona, powstała w połowie XIX wieku, wykonana przez rzeźbiarza Wojtasika z Warki.
W obiekcie nakręcono sceny do filmów Pułkownik Kwiatkowski (1995) w reżyserii Kazimierza Kutza (ślub głównego bohatera) oraz Show (2003) w reżyserii Macieja Ślesickiego.